# Novi Martînovîci, Pîreatîn
Novi Martînovîci (în ucraineană Нові Мартиновичі) este un sat în comuna Davîdivka din raionul Pîreatîn, regiunea Poltava, Ucraina.

## Demografie
Componența lingvistică a localității Novi Martînovîci
     Ucraineană (97,91%)
     Rusă (2,09%)
Conform recensământului din 2001, majoritatea populației localității Novi Martînovîci era vorbitoare de ucraineană (97,91%), existând în minoritate și vorbitori de rusă (2,09%).